# Конкуренция между Airbus и Boeing

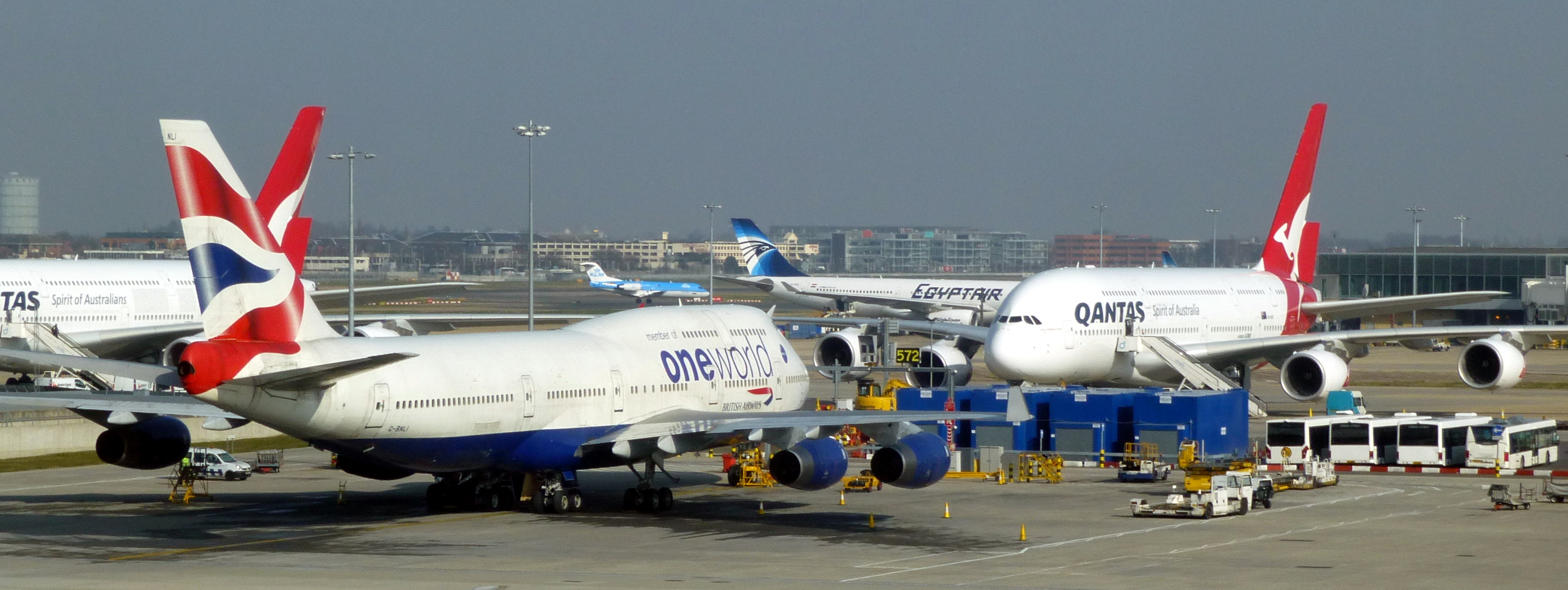
Boeing 747 компании British Airways и Airbus A380 компании Qantas. Аэропорт Хитроу

Господствующее положение Airbus и Boeing на авиационном рынке стало результатом того, что после многочисленных слияний и поглощений в аэрокосмической промышленности в 1990-х годах на рынке пассажирских авиалайнеров осталось всего два игрока. Airbus изначально создавался как консорциум европейских авиапроизводителей, в то время как Boeing в 1997 приобрёл своего главного конкурента McDonnell Douglas. Другие производители, такие как Lockheed Martin и Convair в США и British Aerospace, Fairchild Aircraft и Fokker в Европе, в результате падения спроса и испытываемых экономических проблем ушли с рынка пассажирских самолётов.
Изменения, произошедшие на рубеже 80-90-х годов прошлого века в Восточной Европе и бывшем Советском Союзе, привели к серьёзному кризису в российской авиационной промышленности, и, несмотря на то, что КБ Антонова (Украина), Ильюшина, Сухого, Туполева, Яковлева, компания «Иркут» и недавно сформированная Объединённая авиастроительная корпорация продолжают разработку пассажирских самолётов, они занимают очень незначительную долю рынка. Китайские авиастроители в настоящее время активно разрабатывают и производят несколько реактивных и турбовинтовых самолётов в постоянно растущих, но всё ещё небольших количествах; ведётся проработка двух широкофюзеляжных лайнеров.
С конца 1990-х годов Airbus и Boeing по сути разделили глобальный рынок пассажирских самолётов во всех трёх секторах рынка — узкофюзеляжные, широкофюзеляжные самолёты и самолёты класса VLA (very large aircraft — «очень большой самолёт»), такие как Boeing 747 и Airbus A380. Однако в секторе узкофюзеляжных самолётов значительную конкуренцию обеим компаниям составляют Embraer и Bombardier, которые на рынке региональных самолётов находятся в таких же отношениях, как и Airbus и Boeing.
За последние 12 лет (2005—2016) Airbus получил 11830 заказов и поставил 6456 самолётов, в то время как Boeing получил 11024 заказа и поставил 6406 самолётов. Конкуренция между компаниями очень напряжённая. Оба конкурента постоянно обвиняют друг друга в получении несправедливых преимуществ и субсидий от своих правительств.

## Финансовое положение компаний
Boeing имеет более развитую линейку продуктов, однако Airbus имеет больший потенциал для улучшения. Взрывной рост объёма авиаперевозок, особенно в Азии, привёл к буму продаж авиалайнеров.

### Стратегия увеличения доли рынка Airbus
В конце 1990-х — начале 2000-х Airbus принял несколько важных решений, влияющих на финансовое положение компании в настоящее время. Во-первых, было принято рискованное решение начать разработку и производство самолёта A380, который даже спустя четыре года после начала производства не вышел на рентабельный уровень. Вторым важным фактором стало решение продавать самолёты в убыток или с минимальной прибылью ради увеличения доли рынка.
Стратегия себя оправдала. В 2000 году Airbus передал клиентам 311 самолётов, Boeing — 489. В 2011 году соотношение изменилось в пользу Airbus — 534 против 477. Объём заказов Airbus вырос со 132 миллиардов евро в 2000 году до 541 миллиарда евро в 2011-м (со 124 до 700 миллиардов долларов). Для сравнения, объём заказов Boeing вырос со 153 до 355 миллиардов долларов.
Однако Boeing имеет большую прибыльность. Операционная прибыль в секторе продаж гражданских самолётов составила 9,7 % против 1,7 % у Airbus.
В течение десятилетия роста спроса на авиалайнеры Airbus не смог увеличить прибыльность. Более того, в течение шести лет (2006—2011), несмотря на растущий оборот и объём поставок самолётов, компания несла убытки. Boeing оставался прибыльным, однако, продажи и операционная прибыль росли незначительно. С 2000 по 2011 продажи Boeing росли приблизительно на 1,4 % в год, операционная прибыль — на 2,3 % в год. Рост продаж Airbus составил 7,6 % в год (11 % в долларовом эквиваленте), однако операционная прибыль постоянно падала. При этом доля отделения гражданских самолётов в прибыли всей компании составляла 66 % в 1999 г.; в настоящее время она упала до 52 %. Доля Airbus в прибыли EADS поднялась с 60 % в 1999 г. до 67 % в 2011-м.

### Прогнозы
Долгосрочные прогнозы Airbus и Boeing предполагают, что в ближайшие[когда?] 20 лет заказчикам будет поставлено от 25000 до 33500 новых авиалайнеров (пассажирских и грузовых). Boeing, однако, предсказывает, что узкофюзеляжные самолёты (Airbus A320 и Boeing 737 и их преемники) составят две трети от этого объёма по количеству и половину по стоимости. Треть новых самолётов будет продана в Азиатско-Тихоокеанском регионе.

#### Узкофюзеляжные самолёты
В Азиатско-Тихоокеанском регионе прибыльность рынка узкофюзеляжных самолётов ставится под сомнение. Небольшие самолёты приносят меньший доход, а кроме того, Airbus и Boeing испытывают значительное давление в этом сегменте со стороны существующих и будущих конкурентов, особенно со стороны китайского COMAC C919. COMAC C919 вмещает от 165 до 190 пассажиров, а потому напрямую конкурирует с удлинёнными вариантами A320 и Boeing 737. На самолёт уже поступило 175 заказов, почти все из китайских авиакомпаний. Поставки планируется начать в 2016 г. Поскольку Airbus начал сборку A320 в Китае, часть технологий Airbus может попасть в распоряжение COMAC.

#### Широкофюзеляжные самолёты
В сегменте широкофюзеляжных самолётов Airbus предлагает A330, A380 и A350, первый полёт которого состоялся 14 июня 2013 года. В качестве конкурентов Boeing предлагает модели 747, 767, 787 Dreamliner и 777. В 2011 г. Boeing получил 254 заказа на широкофюзеляжные самолёты, Airbus — 193.

## Конкуренция производимой продукции

### Различия в размерах самолётов
Несмотря на широкую гамму выпускаемой обеими компаниями продукции, включающей как узкофюзеляжные, так и широкофюзеляжные машины, они не всегда конкурируют в одном и том же секторе рынка. Компании предлагают заказчикам несколько различающиеся модели:
- Airbus A380 значительно больше Boeing 747.
- Airbus A350 конкурирует со старшими моделями Boeing 787 Dreamliner и с линейкой Boeing 777.
- Airbus A320 больше, чем Boeing 737-700, но меньше модели Boeing 737-800. Салон A320 на 20 см шире, чем у Boeing 737.
- Airbus A321 больше Boeing 737-900, но меньше снятого с производства Boeing 757-200.
- Airbus A330-200 конкурирует со схожим по размеру Boeing 767-400ER.

В сегменте вместимости самолётов от 120 до 800 пассажиров Boeing до недавнего времени выпускал пять моделей (по возрастанию вместимости): 737, 757, 767, 777, 747. В том же диапазоне вместимости Airbus обходился тремя — A320, A330/340 (одинаковые по вместимости самолёты, различающиеся лишь количеством двигателей) и A380 (модели A300 и A310 числились в каталогах лишь номинально; реальных заказов на них не поступало). В настоящее время Boeing снял с производства модель 757, однако тот же диапазон пассажировместимости перекрывают четыре модели: 737, 787, 777 и 747-8. У Airbus по-прежнему три модели — A320, A350 и A380. Модели Boeing 767 и A330/340 продолжают производиться до начала или стабилизации производства приходящих им на смену моделей.
Такое положение вещей идёт на пользу авиакомпаниям, поскольку они получают широкий выбор самолётов вместимостью от 100 до 800 мест.

### Диаграмма пассажировместимости/дальности полёта

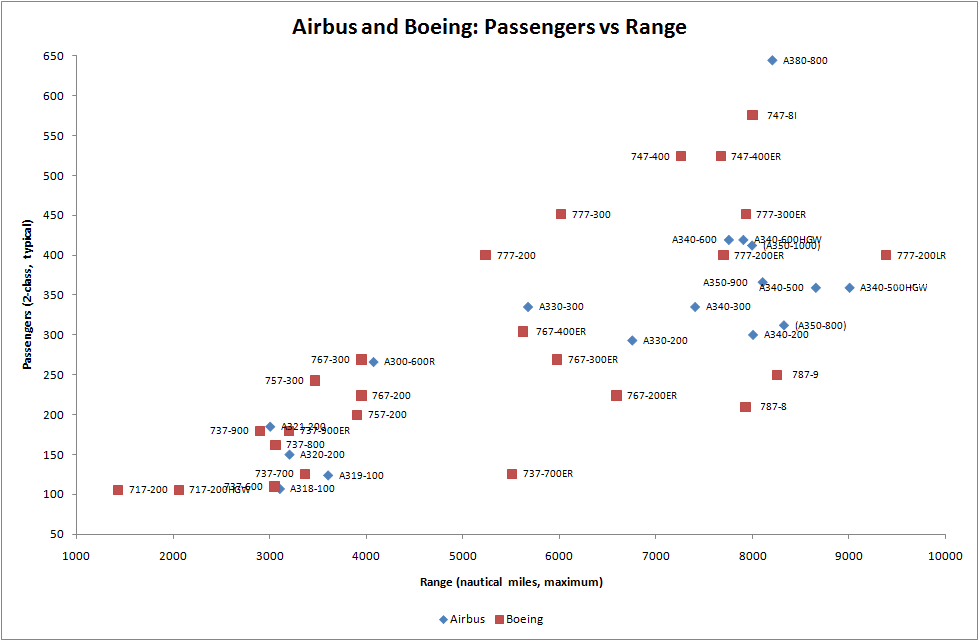
Диаграмма пассажировместимости (в двухклассной компоновке) и дальности полёта (в морских милях) по всем моделям Airbus и Boeing с 2000 года.

### Сравнение A320 с Boeing 737
Источники: Airbus, Boeing.
В целом оба самолёта пользуются большой популярностью среди заказчиков. Однако на середину 2012 года Boeing на модель 737 получил 2227 заказов плюс 649 на модель 737 MAX, в то время как Airbus получил 3352 заказа на серию A320 и 1534 заказов на обновлённую модель A320neo.
Обе компании отказались от планов создания новых узкофюзеляжных самолётов в связи с огромными затратами на запуск новых моделей. Airbus понёс колоссальные расходы на запуск модели A380 и в настоящее время заканчивает почти такой же дорогостоящий проект A350. Однако Boeing понёс ещё более серьёзные расходы на создание и запуск в производство модели 787 Dreamliner — по некоторым оценкам, стоимость программы выросла почти в пять раз. Причём обе модели продолжают испытывать проблемы, связанные с новизной, и отвлекают на себя значительные средства.

### Сравнение Airbus A330 с Boeing 767 и 777
Источники: Airbus, Boeing
,
Airbus

,
Pratt & Whitney
,
EASA
,
FAA
, The International Directory of Civil Aircraft

### Сравнение Airbus A350 с Boeing 787 и 777
Источники: A350-800, A350-900, A350-900R, А350, 777-200LR, 777-300ER, 787-10, 777.

### Сравнение Airbus A380 с Boeing 747
Источники: A380-800, 747-400, 747-400ER, 747-8I.

Сравнение сечения Airbus A380 и Boeing 747-400

Широкофюзеляжный Boeing 747-8, новейшая модификация самой большой модели Boeing, является прямым конкурентом гиганта A380, двухпалубного по всей длине авиалайнера. Многие авиакомпании, которым требуются очень большие самолёты, рассматривают два этих самолёта как конкурентов. После многочисленных задержек с началом производства в октябре 2006 FedEx и United Parcel Service отменили заказы на грузовую модификацию лайнера. Некоторые заказчики A380 отложили ввод самолёта в эксплуатацию или заказали взамен грузовые модификации Boeing 747-8 и 777.
Маркетологи Boeing утверждают, что в расчёте на одного пассажира 747-8I на 10 % легче и потребляет на 11 % меньше топлива, что снижает стоимость каждого рейса на 21 %, а стоимость пассажиро-километра — более чем на 6 % по сравнению с A380. Вес пустого 747-8F будет на 80 тонн меньше, чем у A380F, он будет потреблять на 24 % меньше топлива на тонну груза, расходы на один рейс будут на 21 % ниже, а стоимость тонно-километра будет на 23 % меньше.
Их коллеги из Airbus заявляют, что A380 сжигает на 8 % больше топлива в расчёте на одного пассажира, чем 747-8I, однако имеет большую дальность и при этом может использовать взлётные полосы на 17 % короче тех, что требуются конкуренту. Чтобы лишить 747-8I последних преимуществ, с 2012 года Airbus предлагает в качестве заказного оборудования увеличение максимальной взлётной массы, что позволит улучшить показатели дальности и полезной нагрузки. Первыми заказчиками этой модификации станут авиакомпании British Airways и Emirates.
На лето 2012 года ни одна авиакомпания не отменила заказ на пассажирскую версию A380. У Boeing на тот же момент есть заказы на пассажирский 747-8I только от трёх коммерческих авиакомпаний: Lufthansa (20 самолётов), Korean Air (5) и Arik Air (2).
Обе корпорации рассчитывали на лучшие продажи своих старших моделей. Airbus планировал к моменту начала производства получить не менее 400 заказов. В 2007 году Airbus прогнозировал спрос на самолёты класс VLA (самолёты с количеством мест более 400 в 3-классной компоновке) в количестве 1283 пассажирских машин в течение ближайших 20 лет, при условии сохранения текущей загруженности аэропортов. По оценке концерна, если загруженность повысится, спрос может достичь 1770 самолётов. Большая часть спроса придётся на урбанизирующиеся и стремительно растущие азиатские страны. Предполагается, что A380 будет использоваться на относительно небольшом числе маршрутов, в основном, между наиболее загруженными аэропортами.
Кроме того, Airbus также рассчитывает на спрос в сегменте грузовых самолётов грузоподъёмностью более 120 тонн в количестве 415 машин.
Boeing, единственный конкурент Airbus в этом сегменте, прогнозирует спрос на сверхбольшие самолёты в размере 590 пассажирских машин и 370 грузовых на период с 2007 до 2026 г.

### Сравнение EADS A330 MRTT и Northrop Grumman KC-45A с Boeing KC-767
Объявление о победе Northrop Grumman и Airbus в конкурсе на поставку заправщиков в ВВС США на сумму более 40 миллиардов долларов вызвало протесты в Сенате США. После рассмотрения протеста Boeing Счётная Палата США приняла решение в пользу Boeing и выдала предписание ВВС США провести новый конкурс. Новый конкурс был приостановлен, а затем отменён. Новый конкурс прошёл в марте 2010 года, однако Airbus отказался принимать в нём участие.
24 февраля 2011 года Boeing выиграл контракт, однако на гораздо меньшую сумму В контракте были указаны настолько низкие цены, что некоторые обозреватели посчитали, что Boeing понесёт убытки в результате этой сделки. Однако некоторые из них отметили, что компания сможет получить прибыль за счёт контрактов на обслуживание и поставку запасных частей. В июле 2011 года было объявлено, что стоимость разработки выросла на 1,4 млрд долларов и превысила максимальное указанное в контракте значение в 4,9 млрд долларов на 300 млн. При превышении стоимости разработки на 1 млрд (от указанной в контракте до максимальной указанной в контракте суммы), правительство США должно оплатить 600 млн; остальные деньги должен внести Boeing. Поскольку Boeing должен полностью оплатить превышение в 300 млн, компания должна будет внести в проект 700 млн долларов дополнительных инвестиций.

## Факторы конкуренции и сравнение

### Конкуренция за счёт подрядчиков
Поскольку многие авиакомпании имеют значительную долю участия правительства, закупки самолётов зачастую проводятся с учётом не только коммерческих, но и политических факторов. Boeing и Airbus используют эту тенденцию, размещая заказы на компоненты и узлы в странах, являющихся приоритетными заказчиками, для получения стратегического преимущества.
Так, Boeing имеет давние связи с японскими поставщиками, такими как Mitsubishi Heavy Industries и Kawasaki Heavy Industries. Контракты, заключённые Boeing с этими компаниями, позволяют им участвовать в успешных проектах Boeing. Хорошие отношения Boeing с крупнейшими японскими производителями помогли компании достигнуть практически полного доминирования на японском рынке гражданской авиации (около 80 %). Аутсорсинг при производстве модели 787 достиг такого масштаба, что Boeing, по сути, является лишь управляющей компанией и ответственным за проектирование, сборку и тестирование компонентов, присылаемых подрядчиками со всего мира. Однако это, по словам представителей Boeing, привело к значительным проблемам и утрате контроля. Компания заявила, что в последующих проектах Boeing будет в основном полагаться на собственный производственный потенциал.
Airbus не настолько свободен в выборе подрядчиков — компания была образована как консорциум производителей, и большая часть компонентов производится на собственных европейских заводах. Однако в 2009 году Airbus открыл завод по сборке авиалайнеров A320 в китайском городе Тяньцзинь.

### Конкуренция в использовании технологий
В 1970-х годах новообразованная компания Airbus конкурировала с давно известным и хорошо себя зарекомендовавшим гигантом Boeing. Конкуренция была возможна только за счёт предложения заказчикам новых качеств самолётов, которых не было у конкурентов. Для Airbus такими качествами стало широкое использование композиционных материалов и электроники. Airbus A300 имел на тот момент наибольший процент использования композиционных материалов в конструкции. Автоматизация функций бортинженера позволила самолёту стать первым крупным авиалайнером с экипажем, состоящим из двух человек. В 1980-х годах Airbus впервые предложил систему управления «fly-by-wire» на коммерческом авиалайнере (Airbus A320).
Это позволило Airbus стать мощным конкурентом Boeing и привело к конкуренции в использовании электроники для улучшения технических характеристик самолётов. Так, Boeing 787 Dreamliner стал первым коммерческим авиалайнером, большая часть конструкции которого выполнена из композитов.
Важным фактором конкуренции является топливная эффективность, которая постепенно улучшается со сменой моделей самолётов у обоих производителей.

### Конкуренция за счёт широкого выбора двигателей
Конкурентоспособность авиалайнера на рынке во многом зависит от возможности заказчика выбрать двигатели нужной марки. Многие авиакомпании предпочитают иметь на различных моделях самолётов в своём авиапарке двигатели одного производителя, что позволяет им экономить значительные средства при их покупке и обслуживании. Как правило, операторам предлагается выбор из двух моделей двигателей от любого из трёх основных производителей: General Electric, Rolls-Royce и Pratt & Whitney. Однако в связи с большими затратами на разработку новых двигателей производители предпочитают получать эксклюзивные контракты. Примерами могут служить Boeing 737 Classic (начиная с модели 737-300), оснащающиеся исключительно двигателями CFM International CFM56, Airbus A340-500 & 600 (Rolls-Royce Trent 500), Airbus A350 (Rolls-Royce Trent XWB), Boeing 747-8 (General Electric GEnx-2B67) и дальнемагистральные модификации Boeing 777-300ER, 200LR и F (General Electric GE90).

### Влияние курса валют
Стоимость производства самолётов для Boeing и Airbus рассчитывается в долларах и евро соответственно. Пока евро был дешевле доллара, Airbus имел преимущество дешёвой валюты. Однако с ростом курса евро по отношению к доллару это преимущество перешло к Boeing.
Кроме того, курс валют играет определённую роль и при продаже самолётов. Boeing обычно продаёт свои машины за доллары, в то время как Airbus, указывая в большинстве случаев цены в долларах, в некоторых сделках, особенно в Азии и на Ближнем Востоке, проявляет большую гибкость и выставляет цены в других валютах. В зависимости от колебания курса в промежутке между заказом и поставкой авиалайнера это может привести как к дополнительной прибыли, так и к дополнительным убыткам для производителя.

### Влияние конкуренции на производственные планы
Airbus A320 эксплуатируется 224 операторами. Самолёт смог вторгнуться в сектор бюджетных авиакомпаний, ранее практически полностью принадлежавший модели Boeing 737. Многие крупные авиакомпании, такие как United Airlines и Lufthansa, выбрали его в качестве замены снятому с производства Boeing 727 и устаревающему Boeing 737.
Спустя 40 лет у Boeing 747 появился конкурент в виде Airbus A380. Boeing 747-8 является удлинённой и обновлённой модификацией успешной модели 747-400, он предлагает большую вместимость, экономичность и дальность. Задержки в производстве Airbus A380 заставили некоторых заказчиков задуматься об отказе от модели в пользу 747-8,, однако пока ни одна из них этого не сделала, а некоторые даже разместили дополнительные заказы на A380. Однако программа грузового A380F была заморожена. На сегодняшний день Boeing получил 70 заказов на грузовой 747-8F и 36 — на пассажирский 747-8I. Airbus имеет 234 твёрдых заказа на пассажирскую версию A380. Первый самолёт был поставлен заказчику в 2007 году; в настоящее время заказчикам переданы 223 машины (на январь 2018 года).
Boeing работал над несколькими проектами будущих самолётов, однако многие из них были закрыты, например, перспективный трансзвуковой авиалайнер Boeing Sonic Cruiser. Не получив должного интереса от авиакомпаний, Boeing начал разработку Boeing 787 Dreamliner, в котором используются наработки проекта Sonic Cruiser. Отличные цифры продаж модели 787 и давление со стороны потенциальных заказчиков заставили Airbus полностью пересмотреть проект A350. Вместо обновления и лёгких аэродинамических изменений компания вынуждена была начать разработку полностью нового авиалайнера.
В секторе узкофюзеляжных самолётов Boeing наоборот выступает в роли догоняющего. Первоначально компания отвергла идею выпуска обновлённой модели 737 для конкуренции с A320neo, который должен пойти в серию в 2016 году. Представители компании заявили, что, по их мнению, авиакомпании не готовы платить на 10 % более высокую цену за самолёт, позволяющий сэкономить лишь несколько процентов топлива. Вместо этого компания пообещала в течение следующих 20 лет выпустить новую модель, на 30 % более экономичную, чем 737.
Однако под давлением основных заказчиков на домашнем рынке планы были пересмотрены. Авиакомпания Southwest Airlines, являющаяся крупнейшим эксплуатантом модели 737 (614 машин эксплуатируется, 394 заказано) заявила, что не намерена 20 лет ждать новой модели и пригрозила сменить поставщика авиатехники. Некоторые эксперты считают, что Boeing 737 с новыми двигателями обойдётся Боингу значительно дороже, чем A320neo — компании Airbus. Под давлением заказчиков летом 2011 года Boeing согласился поставить большое количество новых самолётов, названных 737 MAX, одной авиакомпании, а затем заявил, что новая модель будет доступна и другим заказчикам.

### Безопасность
Новые модели обоих производителей показывают сравнимый высочайший уровень безопасности. Обе компании избегают прямых сравнений при продаже самолётов. Старые модели (Boeing 727, первые серии Boeing 737 и 747, Airbus A300 и Airbus A310), представленные соответственно в 1960-х, 1970-х и 1980-х годах), имеют менее высокие показатели безопасности.

## Заказы и поставки
| | 2018 | 2017 | 2016 | 2015 | 2014 | 2013 | 2012 | 2011 | 2010 | 2009 | 2008 | 2007 | 2006 | 2005 | 2004 | 2003 | 2002 | 2001 | 2000 | 1999 | 1998 | 1997 | 1996 | 1995 | 1994 | 1993 | 1992 | 1991 | 1990 | 1989 |
| Airbus | 747  | 1109 | 731  | 1080 | 1456 | 1503 | 833  | 1419 | 574  | 271  | 777  | 1341 | 790  | 1055 | 370  | 284  | 300  | 375  | 520  | 476  | 556  | 460  | 326  | 106  | 125  | 38   | 136  | 101  | 404  | 421  |
| Boeing | 893  | 912  | 668  | 768  | 1432 | 1355 | 1203 | 805  | 530  | 142  | 662  | 1413 | 1044 | 1002 | 272  | 239  | 251  | 314  | 588  | 355  | 606  | 543  | 708  | 441  | 125  | 236  | 266  | 273  | 533  | 716  |
| Источник: Заказы Airbus на 31 декабря 2018 года <https://www.airbus.com/aircraft/market/orders-deliveries.html> Заказы Boeing на 31 декабря 2018 года <http://www.boeing.com/commercial/#/orders-deliveries> |      |      |      |      |      |      |      |      |      |      |      |      |      |      |      |      |      |      |      |      |      |      |      |      |      |      |      |      |      |      |

| | 2018 | 2017 | 2016 | 2015 | 2014 | 2013 | 2012 | 2011 | 2010 | 2009 | 2008 | 2007 | 2006 | 2005 | 2004 | 2003 | 2002 | 2001 | 2000 | 1999 | 1998 | 1997 | 1996 | 1995 | 1994 | 1993 | 1992 | 1991 | 1990 |
| Airbus | 800  | 718  | 688  | 635  | 629  | 626  | 588  | 534  | 510  | 498  | 483  | 453  | 434  | 378  | 320  | 305  | 303  | 325  | 311  | 294  | 182  | 126  | 124  | 123  | 123  | 138  | 157  | 163  | 95   |
| Boeing | 806  | 763  | 748  | 762  | 723  | 648  | 601  | 477  | 462  | 481  | 375  | 441  | 398  | 290  | 285  | 281  | 381  | 527  | 491  | 620  | 563  | 375  | 271  | 256  | 312  | 409  | 572  | 606  | 527  |
| Источник: Поставки Airbus на 31 декабря 2018 года <http://www.boeing.com/commercial/#/orders-deliveries> Поставки Boeing на 31 декабря 2018 года <http://active.boeing.com/commercial/orders/index.cfm?content=displaystandardreport.cfm&optReportType=CurYrDelv> |      |      |      |      |      |      |      |      |      |      |      |      |      |      |      |      |      |      |      |      |      |      |      |      |      |      |      |      |      |

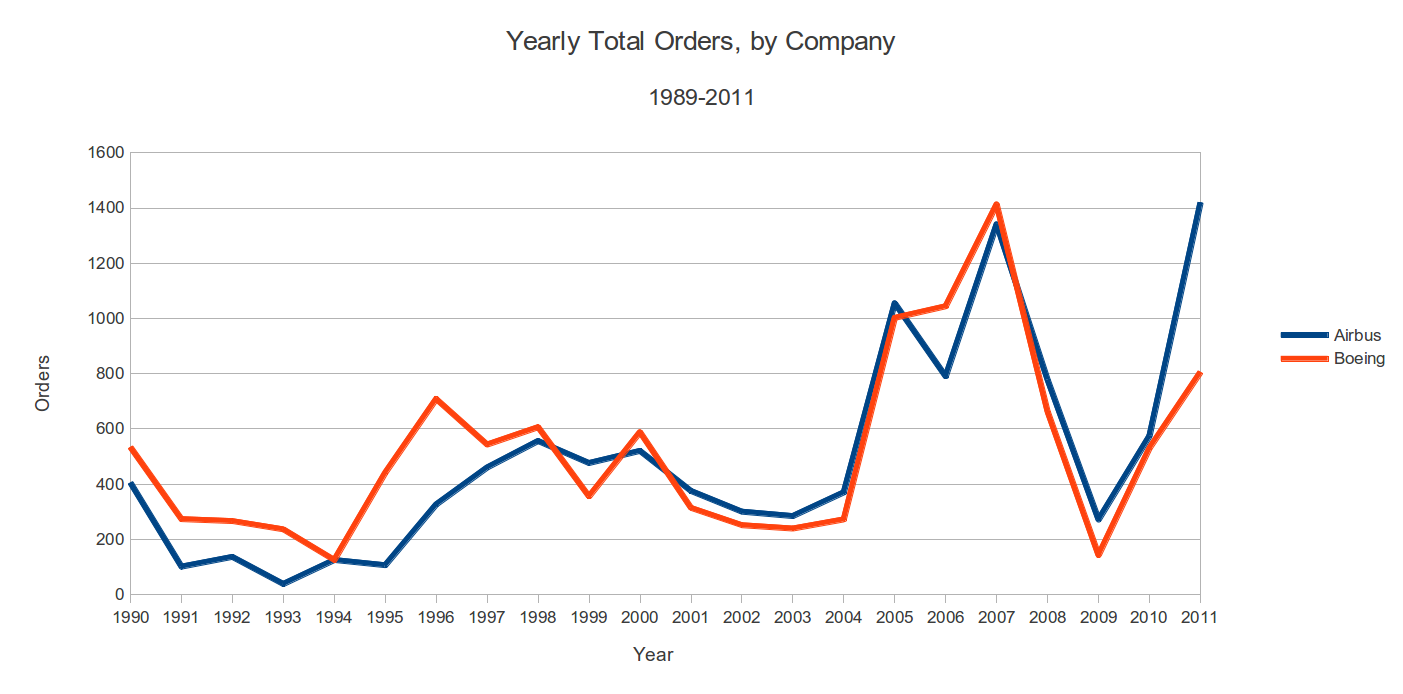
График заказов
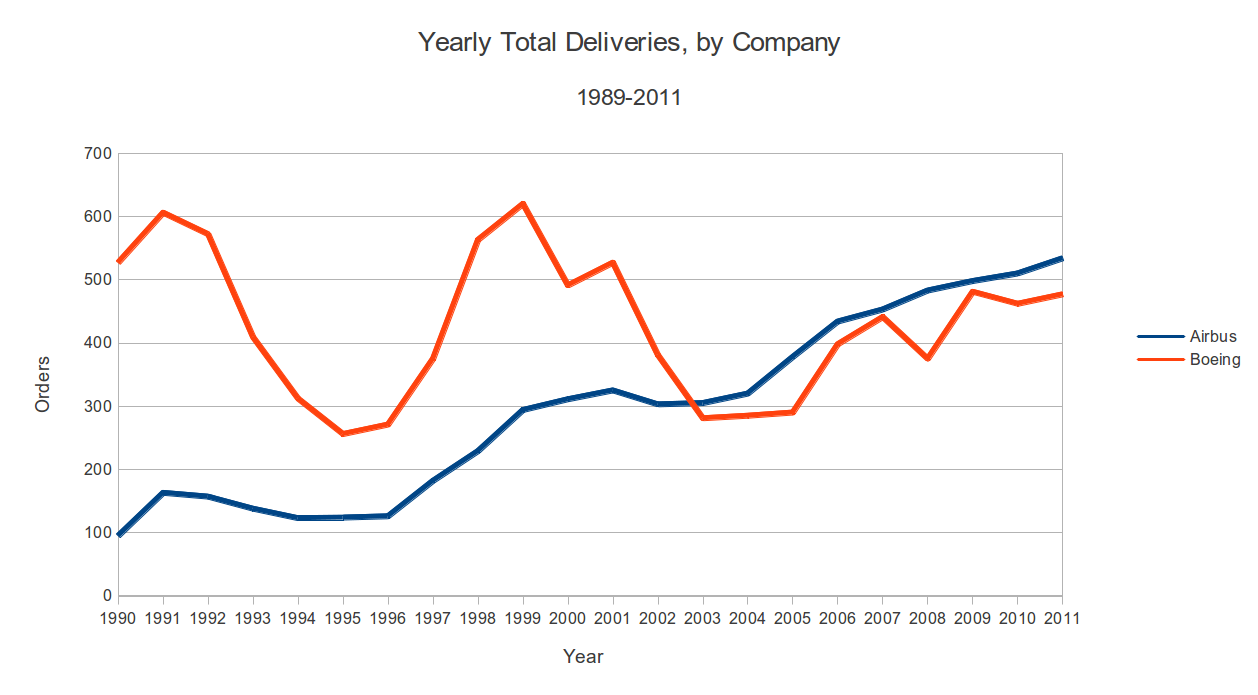
График поставок
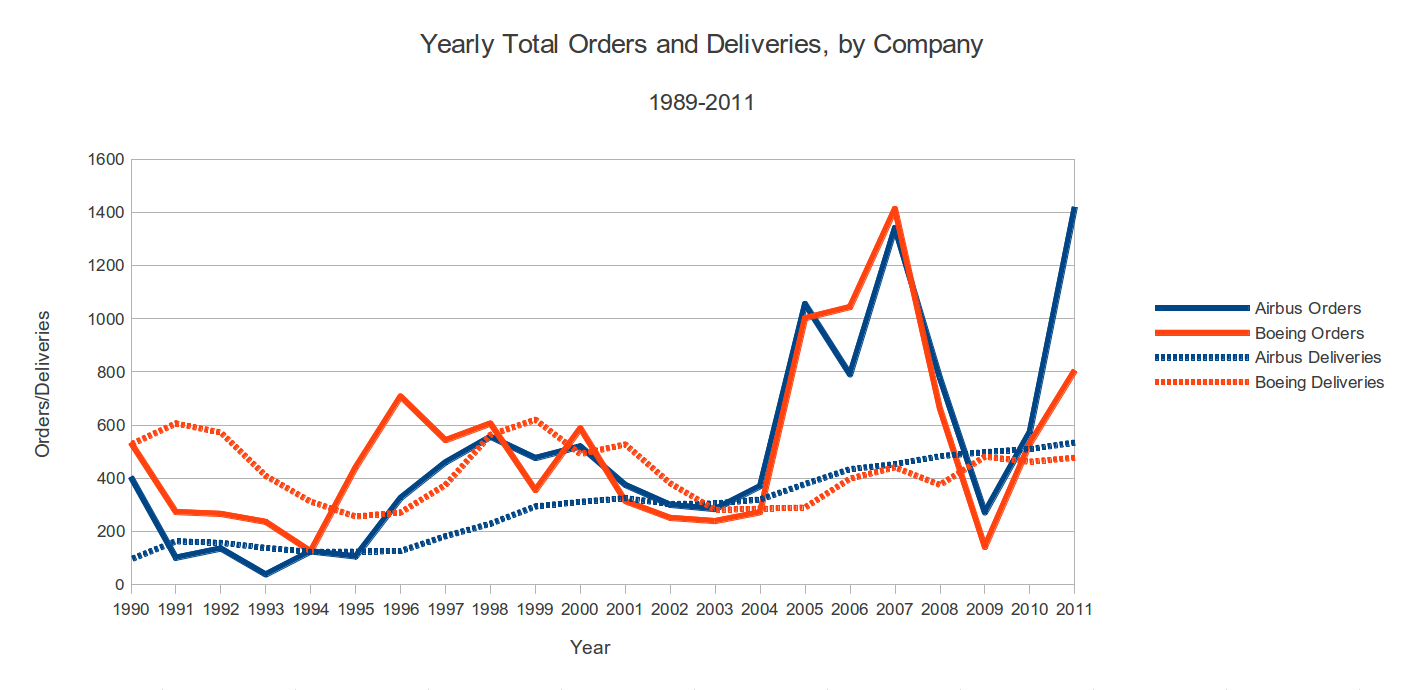
Заказы и поставки

Заказы и поставки по моделям
| Гражданские самолёты                                                              | Поставки в 2011 г. | Поставки в 2011 г. | Заказы в 2011 г. | Заказы в 2011 г. | Невыполненные заказы в 2011 г. | Невыполненные заказы в 2011 г. | Исторические поставки * | Исторические поставки * | Эксплуатирующиеся самолёты ** | Эксплуатирующиеся самолёты ** |
| Гражданские самолёты                                                              | Airbus             | Boeing             | Airbus           | Boeing           | Airbus                         | Boeing                         | Airbus                  | Boeing                  | Airbus                        | Boeing                        |
| --------------------------------------------------------------------------------- | ------------------ | ------------------ | ---------------- | ---------------- | ------------------------------ | ------------------------------ | ----------------------- | ----------------------- | ----------------------------- | ----------------------------- |
| узкофюзеляжные                                                                    |                    |                    |                  |                  |                                |                                |                         | 1010 707                |                               | 10 707                        |
| узкофюзеляжные                                                                    |                    |                    |                  |                  |                                |                                |                         | 155 717                 |                               | 134 717                       |
| узкофюзеляжные                                                                    |                    |                    |                  |                  |                                |                                |                         | 1831 727                |                               | 82 727                        |
| узкофюзеляжные                                                                    | 421 A320           | 372 737            | 1348 A320        | 551 737          | 3345 A320 family               | 2365 737                       | 4947 A320               | 7010 737                | 4881 A320                     | 5678 737                      |
| узкофюзеляжные                                                                    |                    |                    |                  |                  |                                |                                |                         | 1049 757                |                               | 915 757                       |
| широкофюзеляжные                                                                  |                    | 20 767             |                  | 42 767           |                                | 72 767                         | 561 A300 255 A310       | 1014 767                | 288 A300 140 A310             | 867 767                       |
| широкофюзеляжные                                                                  | 87 A330            | 73 777             | 85 A330 −2 A340  | 200 777          | 349 A330 2 A340                | 380 777                        | 837 A330 375 A340       | 983 777                 | 852 A330 335 A340             | 1011 777                      |
| широкофюзеляжные                                                                  | 0 A350             | 3 787              | −31 A350         | 13 787           | 555 A350                       | 857 787                        | 0 A350                  | 3 787                   |                               | 15 787                        |
| широкофюзеляжные                                                                  | 26 A380            | 9 747              | 19 A380          | −1 747           | 186 A380                       | 97 747                         | 67 A380                 | 1427 747                | 80 A380                       | 774 747                       |
| Всего                                                                             | 534                | 477                | 1419             | 805              | 4437                           | 3771                           | 7042                    | 14482                   | 6576                          | 9486                          |
| *Исторические поставки Boeing с 1957 г., Airbus — с 1972 г. по 31 декабря 2011 г. |                    |                    |                  |                  |                                |                                |                         |                         |                               |                               |
| **Указанные как активные на сайте airfleets.net на июнь 2012 г.                   |                    |                    |                  |                  |                                |                                |                         |                         |                               |                               |

Источник: Аналитика: Airbus снова отстаёт от Boeing
Заказы по десятилетиям
| Компания/десятилетие | 2010-е | 2000-е | 1990-е |
| -------------------- | ------ | ------ | ------ |
| Airbus               | 9452   | 6083   | 2728   |
| Boeing               | 8566   | 5927   | 4086   |

Поставки по десятилетиям
| Компания/десятилетие | 2010-е | 2000-е | 1990-е |
| -------------------- | ------ | ------ | ------ |
| Airbus               | 5728   | 3810   | 1631   |
| Boeing               | 5987   | 3950   | 4511   |